# Ernst von Köller
Ernst Matthias von Köller, född 8 juli 1841 på Gut Kantreck i Pommern, död 11 december 1928 i Stettin, var en preussisk ämbetsman och politiker.
Köller blev 1868 lantråd i Landkreis Cammin, var 1881-88 som ledamot av tyska riksdagen en av Tysk-konservativa partiets skickligaste debattörer samt blev 1888 polispresident i Frankfurt am Main och 1889 understatssekreterare för Elsass-Lothringen. Han var oktober 1894 till december 1895 preussisk inrikesminister och augusti 1897 till augusti 1901 överpresident i provinsen Schleswig-Holstein. Som sådan sökte han genom hänsynslösa kraftåtgärder kväva alla danska nationalitetssträvanden bland den nordslesvigska befolkningen. 
Köllers metoder, den så kallade "fasta handens politik" eller "Köllerpolitiken", gick ut på att genom massutvisningar, ej minst av tjänstefolk, komma de dansksinnade till livs, att omöjliggöra skolgång i Danmark genom att frånta föräldrar målsmanskapet över deras barn, om de sände dessa till danska skolor, att genom stränga polisåtgärder till det yttersta försvåra det danska föreningslivet och att medelst en märklig lagtolkning beröva massor av dittills som preussiska undersåtar ansedda personer deras medborgarrätt, genom att de eller deras föräldrar förklarades för optanter och de i båda fallen därmed gjordes rättslösa. Ensamt under de båda första åren av hans ämbetstid utvisades omkring 600 personer, ofta på grund av de obetydligaste anledningar. Köller sade sig genom dessa åtgärder vilja framkalla det "lugn", som han ansåg störas ensamt genom ett begränsat antal "danska agitatorer". I stället blev folkstämningen allt bittrare, och valen 1902 visade, att den av regeringen på många sätt uppmuntrade tyskheten visserligen gått framåt, men att de dansksinnade samtidigt hållit sin ställning och under trycket vunnit i inre konsolidering och nationell motståndskraft. 
Köller förflyttades 1901 till Elsass-Lothringen som statssekreterare och förde där en hänsynsfullare gränsmarkspolitik, i det att han bland annat medverkade till den så kallade diktaturparagrafens upphävande (maj 1902). Han avgick i oktober 1908.